# Eniwetok
Eniwetok oder Enewetak ist ein Atoll im Pazifischen Ozean, das zu den Marshallinseln gehört. Es besteht aus mehr als 40 kleinen Inseln und liegt rund 540 km nordwestlich von Kwajalein, rund 970 km südwestlich von Wake und rund 4400 km südwestlich von Honolulu. Eniwetok war nach Ende des Zweiten Weltkrieges Ort zahlreicher Atombombentests durch die Vereinigten Staaten. In den Jahren 1977 bis 1980 wurde auf der Insel Runit ein Atommüll-Lager errichtet. Auf Kwajalein und auf Eniwetok waren LORAN-Funkfeuer installiert.
Die Landmasse aller zugehörigen Inseln umfasst 5,85 km². Die umschlossene Lagune ist 1004,89 km² groß und hat einen Durchmesser von etwa 37 km. Früher lebten ca. 1000 Bewohner auf den Inseln. Die größten Inseln sind Eniwetok (11° 20′ 33″ N, 162° 19′ 50″ O), Engebi (auch Arthur genannt, 11° 39′ 47″ N, 162° 14′ 22″ O), Parry (11° 24′ 4″ N, 162° 22′ 14″ O), Muty (11° 25′ 28″ N, 162° 22′ 59″ O) und Igurin (11° 21′ N, 162° 14′ O).

## Pazifikkrieg

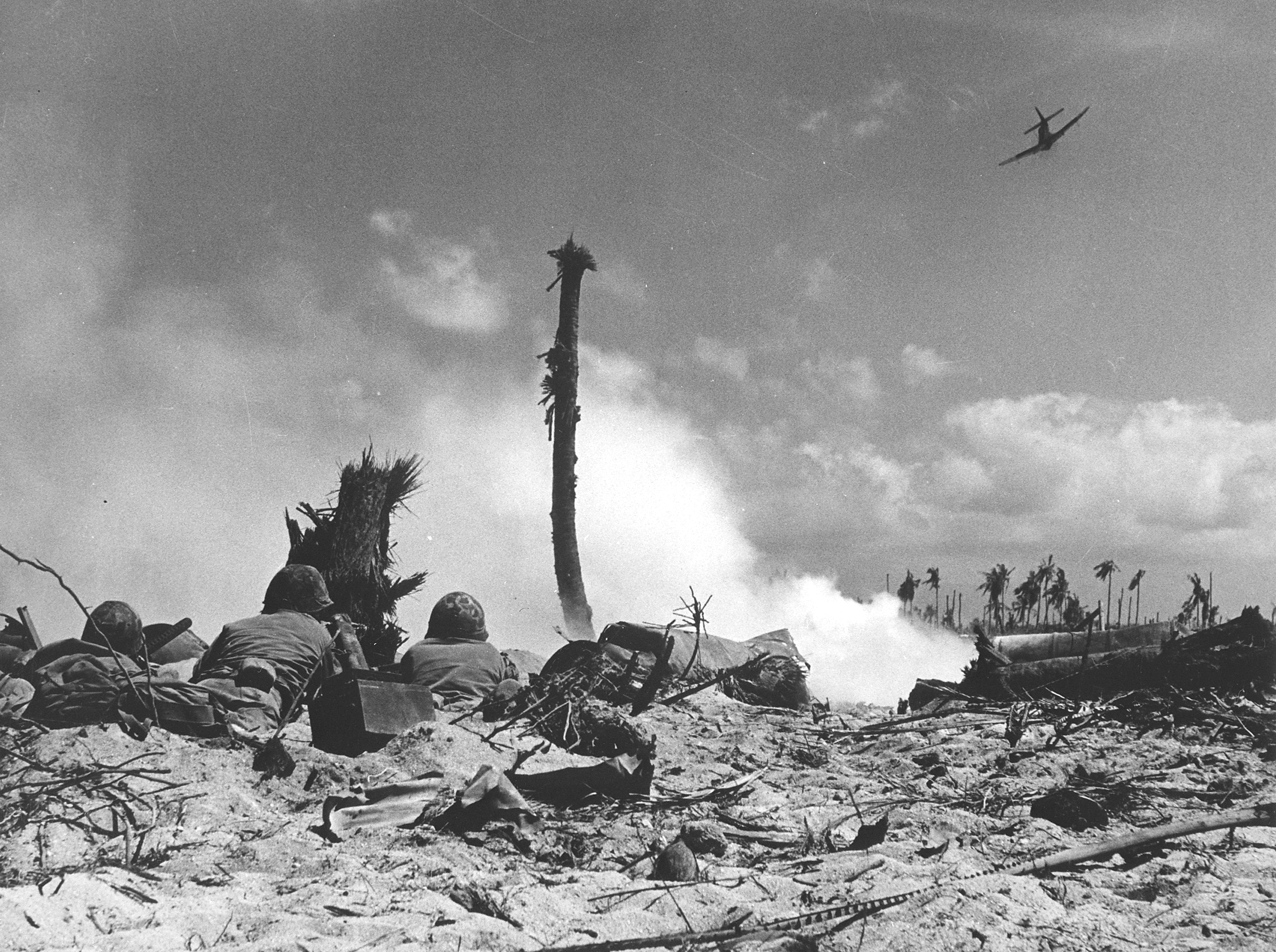
Eroberung durch die USA 1944

Während des Pazifikkriegs bauten die Japaner im November 1942 einen Militärflugplatz auf Eniwetok, um von hier aus die Karolinen- und Marshallinseln kontrollieren zu können. Am 19. Februar 1944 eroberten die Amerikaner die Insel in ihrer Operation Catchpole. Das komplette Atoll war am 23. Februar unter ihrer Kontrolle. Auf Eniwetok verloren 34 amerikanische Soldaten ihr Leben, 94 wurden verwundet und drei sind bis heute vermisst. Auf Seite der japanischen Armee fielen 700 Soldaten und 25 kamen in amerikanische Gefangenschaft. Nach der Übernahme durch die Amerikaner wurde die vorhandene Landebahn ausgebaut und auf über 2000 m verlängert. Die Bezeichnung war Eniwetok Auxiliary Airfield.

## Kernwaffentests
Nach dem Ende des Zweiten Weltkriegs gehörten die Inseln zum Treuhandgebiet Pazifische Inseln. Zudem beschloss die UNO, dass der Gebrauch von Gebieten der Marshallinseln für die Sicherheitsbedürfnisse der USA keinerlei Beschränkungen unterliegt. Die Inseln wurden von den USA als Gebiet für Atomwaffentests ausgewählt. Die Bewohner wurden vor Beginn der Versuche evakuiert. Besonders stark wurde Eniwetok am 31. Oktober 1952 in Mitleidenschaft gezogen, als die USA dort den Versuch Ivy Mike mit einer Sprengkraft von 10 Megatonnen durchführten; die Insel Elugelab verschwand durch diese Explosion vollständig. Weitere 43 Kernwaffenexplosionen folgten, sodass die verbleibenden Inseln stark radioaktiv verstrahlt wurden. Während der Atombombentests waren rund 11.000 US-Techniker, Wissenschaftler und Militärs auf Eniwetok stationiert. Zur Untersuchung der Explosionswolken der Bombentests wurden 1957/58 auch einige Raketen (überwiegend von Rockoons) gestartet.

### Übersicht der wichtigsten Tests

#### Operation Sandstone

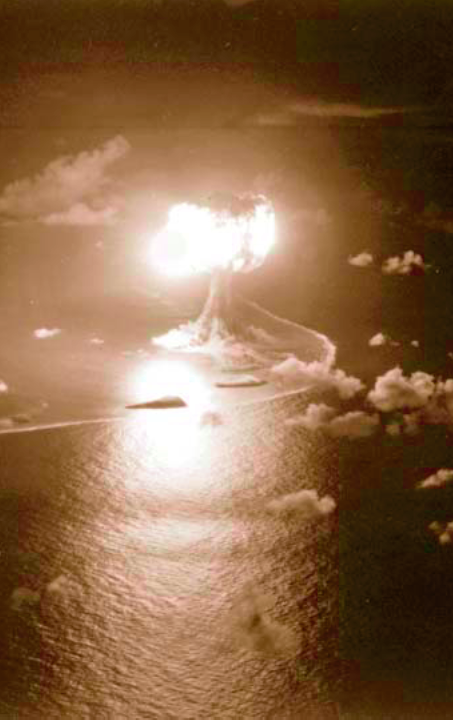
Sandstone Event X-Ray Detonation am 14. April 1948

| Versuch | Datum                      | Ort          | Sprengkraft |
| ------- | -------------------------- | ------------ | ----------- |
| X-Ray   | 14. April 1948 (GMT) 18:17 | Insel Engebi | 37 kT       |
| Yoke    | 30. April 1948 (GMT) 18:09 | Insel Aomon  | 49 kT       |
| Zebra   | 14. Mai 1948 (GMT) 18:04   | Insel Runit  | 18 kT       |

#### Operation Greenhouse

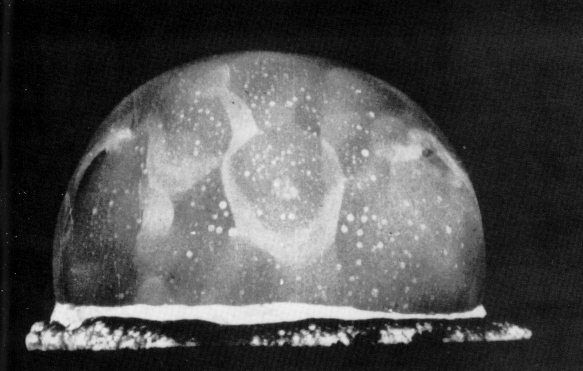
Greenhouse-George 20 ms nach der Zündung

| Versuch | Datum                      | Ort           | Sprengkraft |
| ------- | -------------------------- | ------------- | ----------- |
| Dog     | 7. April 1951 (GMT) 18:34  | Insel Runit   | 81 kT       |
| Easy    | 20. April 1951 (GMT) 18:26 | Insel Enjebi  | 47 kT       |
| George  | 8. Mai 1951 (GMT) 21:30    | Insel Eberiru | 225 kT      |
| Item    | 24. Mai 1951 (GMT) 18:17   | Insel Enjebi  | 45,5 kT     |

#### Operation Ivy

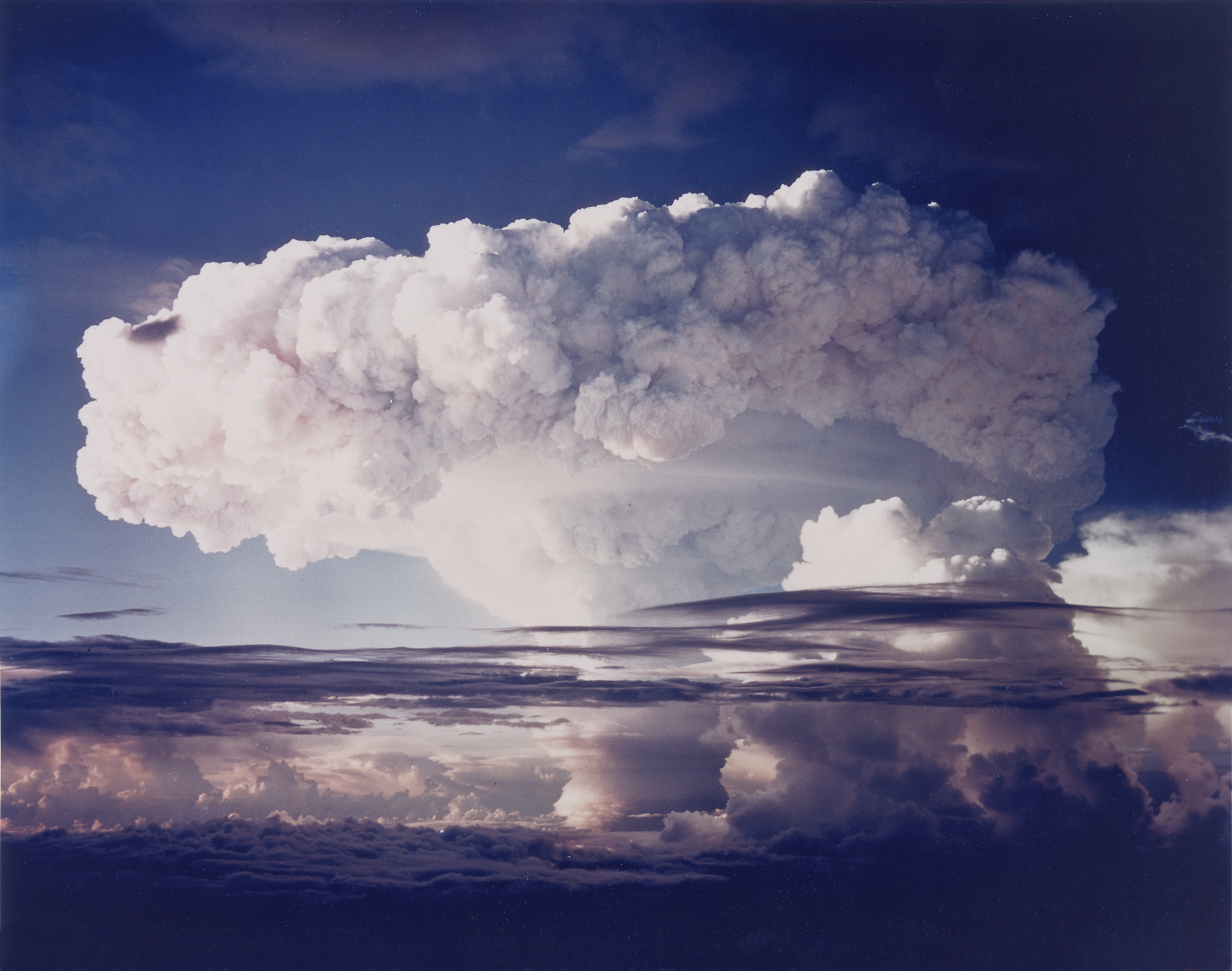
Ivy Mike (Eniwetok-Atoll – 31. Oktober 1952)

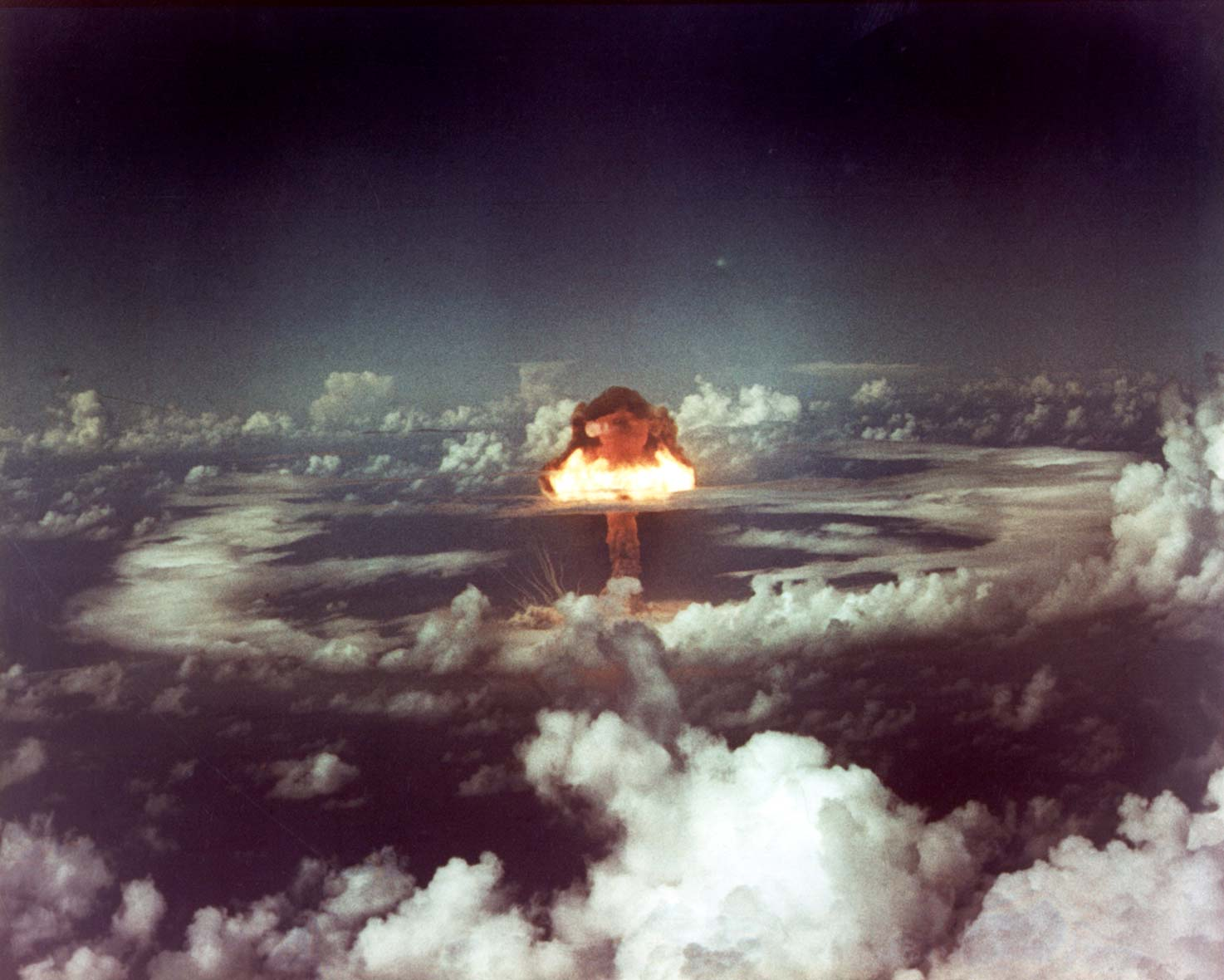
Ivy-King, Luftaufnahme der Pilzwolke

| Versuch | Datum                             | Ort            | Sprengkraft |
| ------- | --------------------------------- | -------------- | ----------- |
| Mike    | 31. Oktober 1952 (GMT) 19:14:59.4 | Insel Elugelab | 10,4 MT     |
| King    | 15. November 1952 (GMT) 23:30     | Insel Runit    | 500 kT      |

#### Operation Redwing

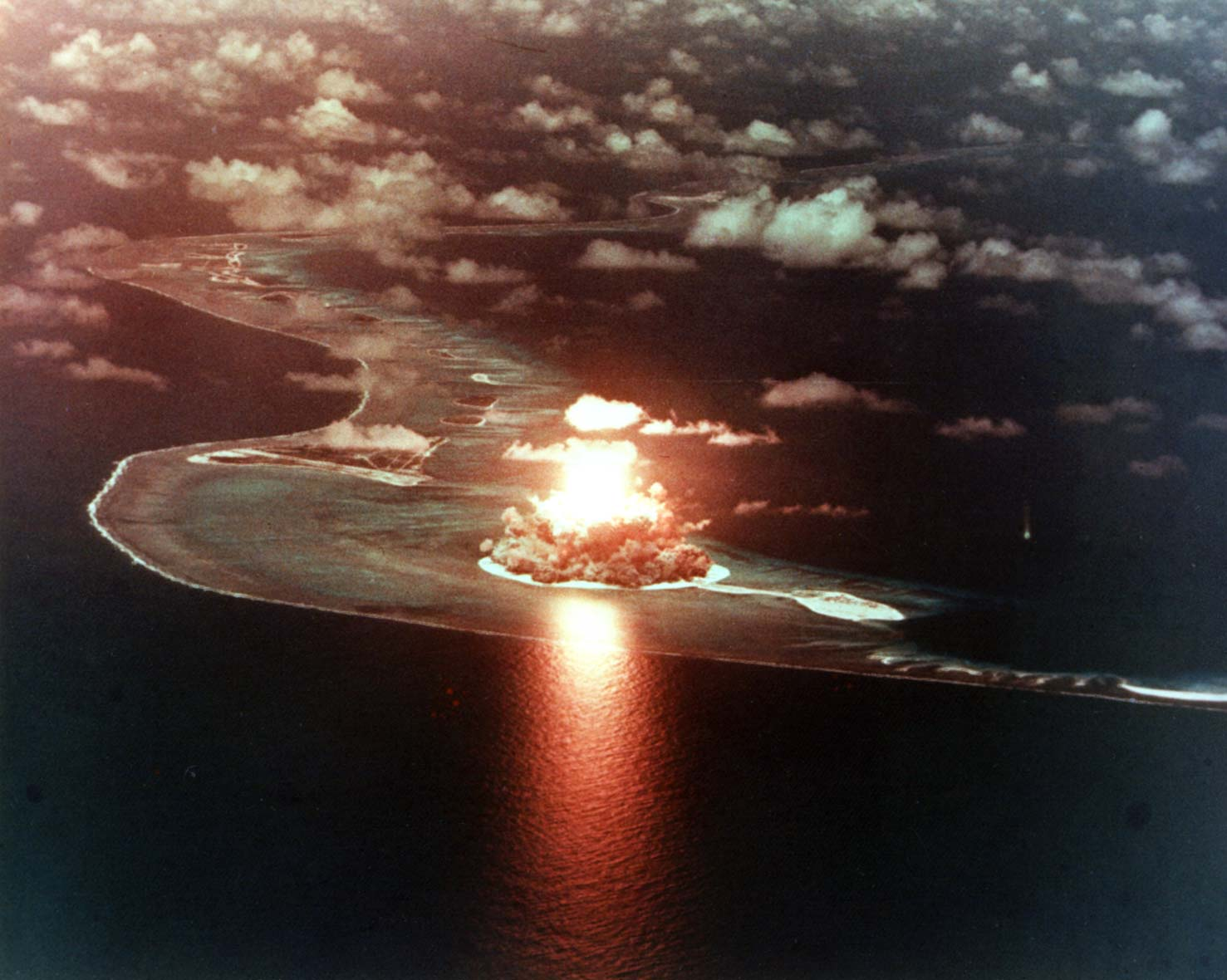
Redwing-Seminole kurz nach der Zündung

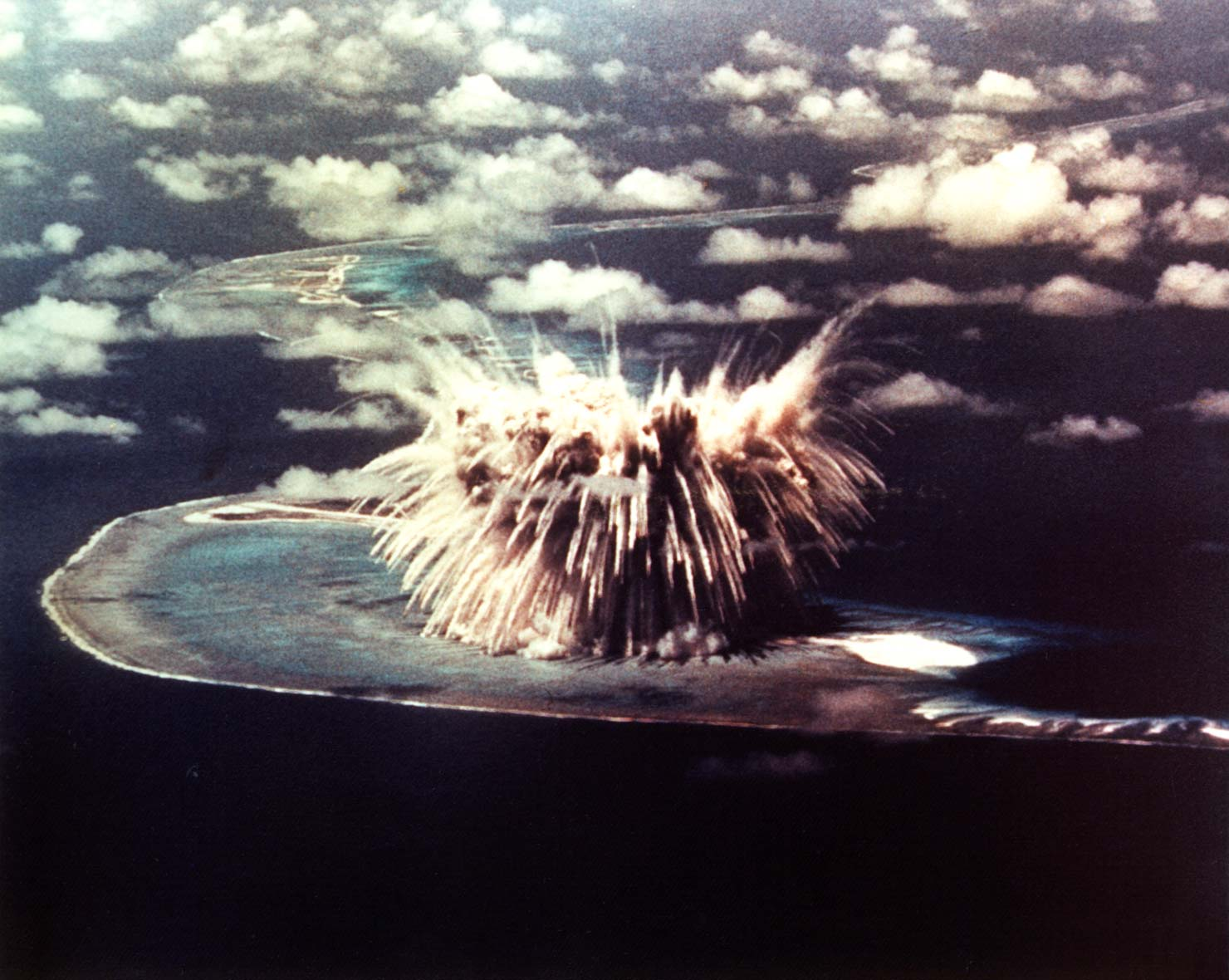
Redwing-Seminole – Fallout

| Versuch   | Datum                     | Ort                 | Sprengkraft |
| --------- | ------------------------- | ------------------- | ----------- |
| Lacrosse  | 4. Mai 1956 (GMT) 18:25   | Insel Runit         | 40 kT       |
| Yuma      | 27. Mai 1956 (GMT) 19:56  | Insel Aomon         | 0,19 kT     |
| Erie      | 30. Mai 1956 (GMT) 18:15  | Insel Runit         | 14,9 kT     |
| Seminole  | 6. Juni 1956 (GMT) 00:55  | Insel Bogon         | 13,7 kT     |
| Blackfoot | 11. Juni 1956 (GMT) 18:26 | Insel Runit         | 8 kT        |
| Kickapoo  | 13. Juni 1956 (GMT) 23:26 | Insel Aomon         | 1,49 kT     |
| Osage     | 16. Juni 1956 (GMT) 01:14 | Insel Runit         | 1,7 kT      |
| Inca      | 21. Juni 1956 (GMT) 21:26 | Insel Rujoru        | 15,2 kT     |
| Mohawk    | 2. Juli 1956 (GMT) 18:06  | Insel Eberiru       | 360 kT      |
| Apache    | 8. Juli 1956 (GMT) 18:06  | Krater von Ivy Mike | 1,85 MT     |
| Huron     | 21. Juli 1956 (GMT) 18:12 | vor Insel Flora     | 250 kT      |

#### Operation HardtackI

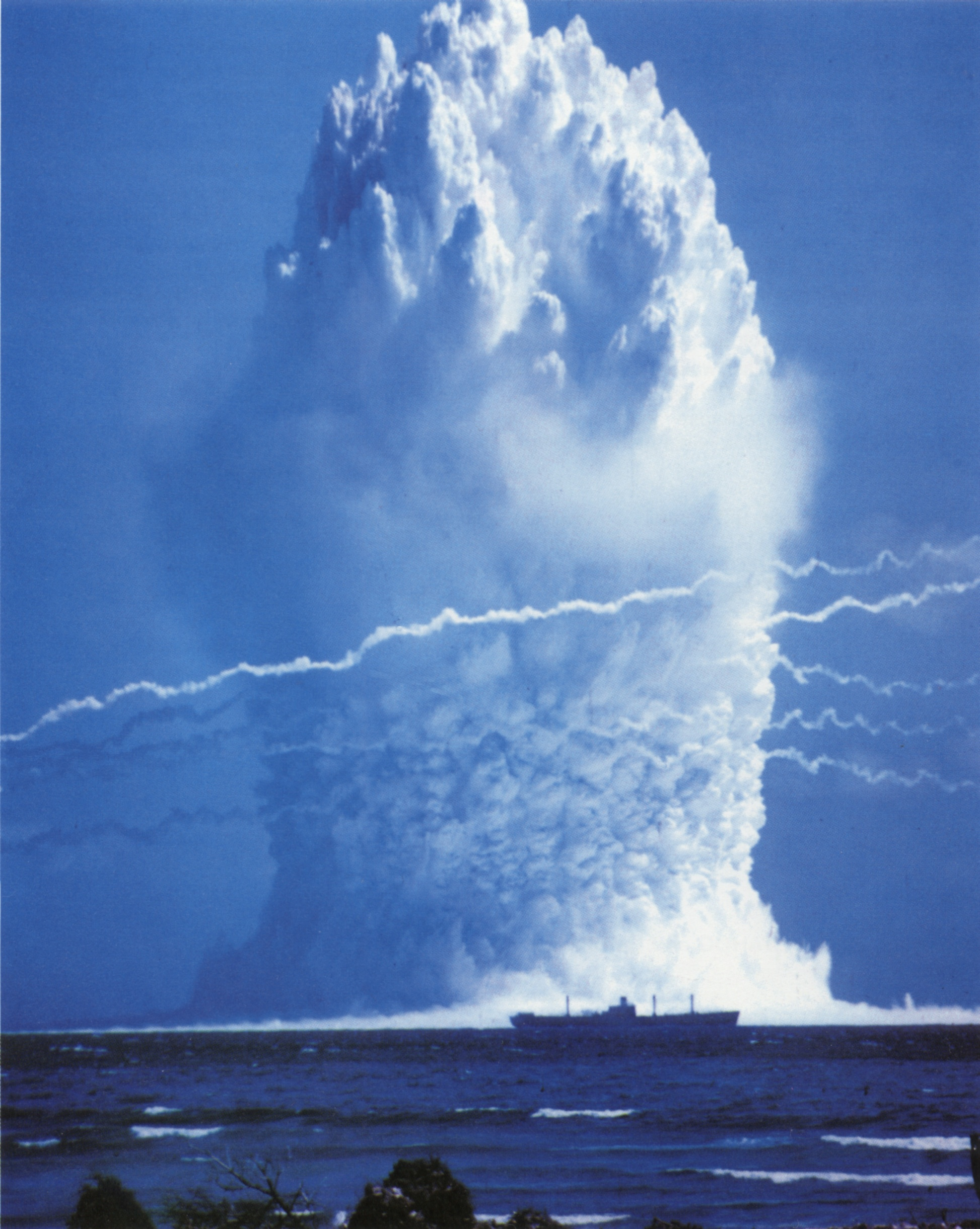
Hardtack-Umbrella, Unterwasserzündung

| Versuch    | Datum                       | Ort                          | Sprengkraft |
| ---------- | --------------------------- | ---------------------------- | ----------- |
| Yucca      | 28. April 1958 (GMT) 18:15  | 157 km NO von Eniwetok-Atoll | 1,7 kT      |
| Cactus     | 5. Mai 1958 (GMT) 18:15     | Insel Runit                  | 18 kT       |
| Fir        | 11. Mai 1958 (GMT) 17:50    | Eniwetok-Atoll               | 1360 kT     |
| Butternut  | 11. Mai 1958 (GMT) 18:15    | Eniwetok-Atoll               | 81 kT       |
| Koa        | 12. Mai 1958 (GMT) 18:30    | Eniwetok-Atoll               | 1370 kT     |
| Wahoo      | 16. Mai 1958 (GMT) 01:30    | Eniwetok-Atoll               | 9 kT        |
| Holly      | 20. Mai 1958 (GMT) 18:30    | Eniwetok-Atoll               | 5,9 kT      |
| Yellowwood | 26. Mai 1958 (GMT) 02:00    | Eniwetok-Lagune              | 330 kT      |
| Magnolia   | 26. Mai 1958 (GMT) 18:00    | Eniwetok-Atoll               | 57 kT       |
| Tobacco    | 30. Mai 1958 (GMT) 02:50    | Eniwetok-Atoll               | 11,6 kT     |
| Rose       | 2. Juni 1958 (GMT) 18:45    | Eniwetok-Atoll               | 15 kT       |
| Umbrella   | 8. Juni 1958 (GMT) 23:15    | Eniwetok-Lagune              | 8 kT        |
| Walnut     | 14. Juni 1958 (GMT) 18:30   | Eniwetok-Atoll               | 1,45 kT     |
| Linden     | 18. Juni 1958 (GMT) 03:00   | Eniwetok-Atoll               | 11 kT       |
| Elder      | 27. Juni 1958 (GMT) 18:30   | Eniwetok-Atoll               | 880 kT      |
| Oak        | 28. Juni 1958 (GMT) 19:30   | Eniwetok Lagune              | 8,9 MT      |
| Sequoia    | 1. Juli 1958 (GMT) 18:30    | Eniwetok-Atoll               | 5,2 kT      |
| Dogwood    | 5. Juli 1958 (GMT) 18:30    | Eniwetok-Atoll               | 397 kT      |
| Scaevola   | 14. Juli 1958 (GMT) 04:00   | Eniwetok-Atoll               | 0 kT        |
| Pisonia    | 17. Juli 1958 (GMT) 23:00   | Eniwetok-Atoll               | 255 kT      |
| Olive      | 22. Juli 1958 (GMT) 18:15   | Eniwetok-Atoll               | 202 kT      |
| Pine       | 26. Juli 1958 (GMT) 20:30   | Eniwetok-Atoll               | 2000 kT     |
| Quince     | 6. August 1958 (GMT) 02:15  | Eniwetok-Atoll               | 0 kT        |
| Fig        | 18. August 1958 (GMT) 04:00 | Eniwetok-Atoll               | 0,02 kT     |

## Eniwetok heute
In den Jahren 1977 bis 1980 wurden drei Inseln vom übrig gebliebenen Atommüll gesäubert. Die verstrahlte Erde wurde großflächig abgetragen und zusammen mit dem eingesammelten Müll mit Portlandzement vermischt und anschließend in einen Explosionskrater geschüttet. Der Krater entstand am 5. Mai 1958 bei der Cactus-Explosion auf der Insel Runit. Der Durchmesser des Kraters beträgt 107 Meter, die Tiefe neun Meter. Der Krater wurde anschließend mit 358 Betonplatten von je 46 cm Dicke verschlossen, die Kosten beliefen sich auf 239 Millionen US-Dollar. Bis heute ist noch ionisierende Strahlung zu messen, die hauptsächlich durch Plutonium verursacht wird. Runit ist Sperrzone und wird wegen der langen Lebenszeit der radioaktiven Spaltprodukte (Halbwertszeiten von bis zu 24.000 Jahren) nach menschlichem Ermessen dauerhaft unbewohnt bleiben müssen. Die südlichen und westlichen Inseln wurden von den USA für bewohnbar erklärt und die Menschen durften dorthin zurückkehren. Die heutige Bevölkerung besteht (Stand 2021) aus 296 Einwohnern.
Ein US-finanziertes Landwirtschaftsprogramm sollte traditionelle Pflanzen wieder einführen, war aber nicht erfolgreich. Bei den drei gereinigten Inseln hinterließ das Abtragen des Bodens nur wenige Zentimeter fruchtbarer Erde, was zu karg für Ackerbau ist. Die Einwohner sind auf die Zahlungen des US-Treuhandfonds zur Kompensation für die Atomtests angewiesen, aber die überwiesenen Beträge werden inzwischen immer kleiner.
Im Rahmen des Marshall Islands Dose Assessment & Radioecology Program entstand 2013 ein umfassender Bericht über den Betondeckel, der den Explosionskrater mit Atommüll abdeckt. Dieser Bericht zeigt neben einer akribischen Dokumentation jedes einzelnen Betonplattensegements mit einem Foto einige Hinweise auf, die auf Probleme mit dieser Art der Lagerung hindeuten.
In seiner Dokumentation Schatzinseln im Pazifik berichtet Johannes Hano über die durch den Klimawandel drohende Überflutung dieses Lagers und über das Leben der Bewohner. Noch heute müssen sie sich aus eingeflogenen Konserven ernähren, da alles, was sie auf der Insel anbauen, wegen der radioaktiven Belastung nicht verzehrt werden darf.

## Namen und Codenamen
Alternative Namen, die auf Karten zu finden sind, lauten:
- Arthur Insel
- Brown Gruppe
- Brown Inseln
- Brown’s Range
- Enüwetok
- Enywetok
- Parry Insel

Codenamen der US-Marine während des Pazifikkriegs, beziehungsweise der Atomtestzeit:
- Begrudge für das ganze Eniwetok-Atoll
- Downside für Eniwetok
- Fragile für die Engebi-Insel
- Heartstrings für die Parry-Insel
- Outgeneral für die Engebi-Insel
- Overbuild für die Parry-Insel
- Privilege für Eniwetok